# José Alfaro
José Alfaro (ur. 22 listopada 1983 w León) – nikaraguański bokser, były zawodowy mistrz świata organizacji WBA w kategorii lekkiej (do 135 funtów).
Pierwszy zawodowy pojedynek stoczył w lutym 2004. 12 maja 2007 pokonał przez techniczny nokaut w ósmej rundzie byłego mistrza świata WBO w kategorii junior półśredniej, DeMarcusa Corleya, mimo że już w pierwszej rundzie leżał na deskach.
29 grudnia 2007 w pojedynku o wakujący tytuł mistrza świata WBA w kategorii lekkiej pokonał niejednogłośną decyzją sędziów na punkty Praweta Singwanchę i zdobył pas mistrzowski. Tytuł mistrzowski stracił już w następnej walce, 19 maja 2008, przegrywając przez techniczny nokaut w trzeciej rundzie z Yūsuke Koborim. Przegrał również następną walkę z Antonio DeMarco. Stawką pojedynku był tytuł tymczasowego mistrza świata federacji WBC.
27 marca 2010 zmierzył się z Erikiem Moralesem, byłym mistrzem świata w trzech różnych kategoriach wagowych, który powrócił na ring po trzech latach przerwy. Alfaro przegrał pojedynek na punkty w stosunku 117–111, 116–112 i 116–112. Walka odbyła się w kategorii półśredniej.